# Armando Aliaga
Armando Aliaga Acuña (Cochabamba, 16 luglio 1955) è un ex arbitro di calcio boliviano, internazionale dal 1984 al 1996.

## Carriera
Iniziò la carriera nel campionato nazionale boliviano nel 1981; nel suo primo anno arbitrò 4 incontri. Durante le varie edizioni del torneo acquisì sempre maggior rilievo, fino a essere selezionato per la fase a eliminazione diretta del torneo per la prima volta nel 1984. Nello stesso 1984 viene nominato internazionale, e nel 1987 diresse per la prima volta in Coppa Libertadores. Venne incluso nella lista per la Copa América 1993, in cui diresse la gara tra Uruguay e Venezuela. In Libertadores non andò mai oltre la fase a gironi, presenziando al massimo per due incontri a edizione. Chiuse la carriera in ambito nazionale arbitrando 14 incontri durante la Liga del Fútbol Profesional Boliviano 1996; con 291 presenze si trova al quarto posto per numero di incontri diretti in massima serie.